# Arsén Galstián
Arsén Zhórayevich Galstián –en ruso, Арсен Жораевич Галстян– (Nerkin Karmiragbiur, 19 de febrero de 1989) es un deportista ruso, de origen armenio, que compite en judo.
Participó en los Juegos Olímpicos de Londres 2012, obteniendo una medalla de oro en la categoría de –60 kg. Ganó una medalla de bronce en el Campeonato Mundial de Judo de 2010 y tres medallas en el Campeonato Europeo de Judo entre los años 2009 y 2016.

## Palmarés internacional
| Juegos Olímpicos   | Juegos Olímpicos      | Juegos Olímpicos  | Juegos Olímpicos |
| Año                | Lugar                 | Medalla           | Categoría        |
| ------------------ | --------------------- | ----------------- | ---------------- |
| 2012               | Londres (Reino Unido) | Medalla de oro    | –60 kg           |
| Campeonato Mundial |                       |                   |                  |
| Año                | Lugar                 | Medalla           | Categoría        |
| 2010               | Tokio (Japón)         | Medalla de bronce | –60 kg           |
| Campeonato Europeo |                       |                   |                  |
| Año                | Lugar                 | Medalla           | Categoría        |
| 2009               | Tiflis (Georgia)      | Medalla de oro    | –60 kg           |
| 2011               | Estambul (Turquía)    | Medalla de bronce | –60 kg           |
| 2016               | Kazán (Rusia)         | Medalla de bronce | –66 kg           |